# Lemvig station
Lemvig Station är en järnvägsstation i Lemvig i Västjylland. Den är en säckstation.
Lemvig Station uppfördes som ändstation på Vemb-Lemvig Jernbane mellan Vemb och Lemvig, som invigdes 1879. Den var också ändstation för Lemvig-Thyborøn Jernbanes järnvägen mellan Lemvig och Thyborøn, som invigdes 1899. Dessa järnvägar slogs senare ihop till ett järnvägsbolag, Vemb-Lemvig-Thyborøn Jernbane, som idag tillhör Midtjyske Jernbaner. 
År 1908 brann järnvägsstationen i Lemvig ned. Den ersattes av en ny byggnad som blev klar 1909. På första våningen fanns då också bostäder för järnvägsanställda. 
Den 1,5 kilometer långa godsjärnvägen Lemvig Havnebana anlades 1891 från Lemvig Station ned till Lemvig Havn. Den är idag museijärnvägen Bjergbanen.

## Bildgalleri

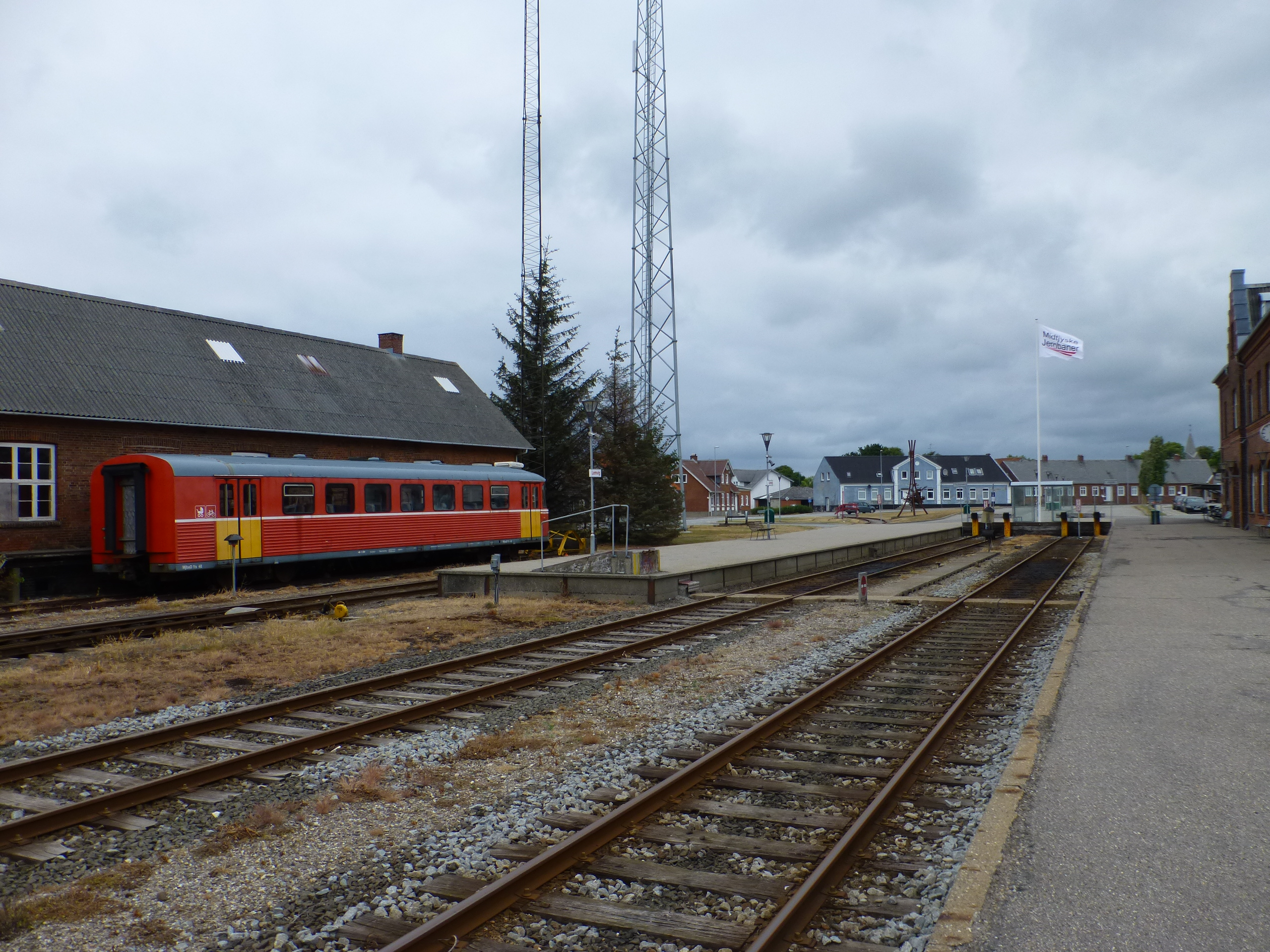
Spår och perronger
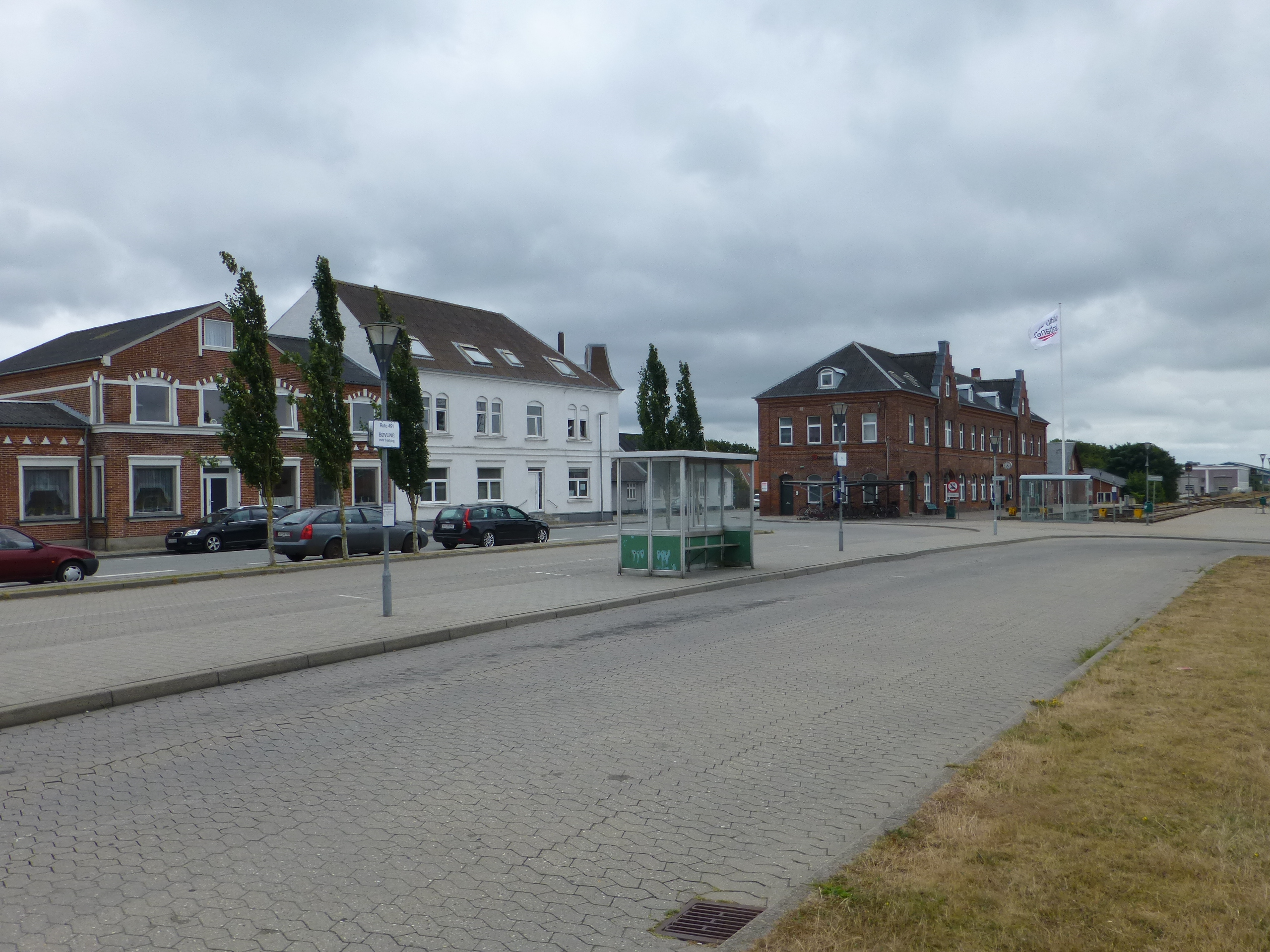
Busstermimnalen
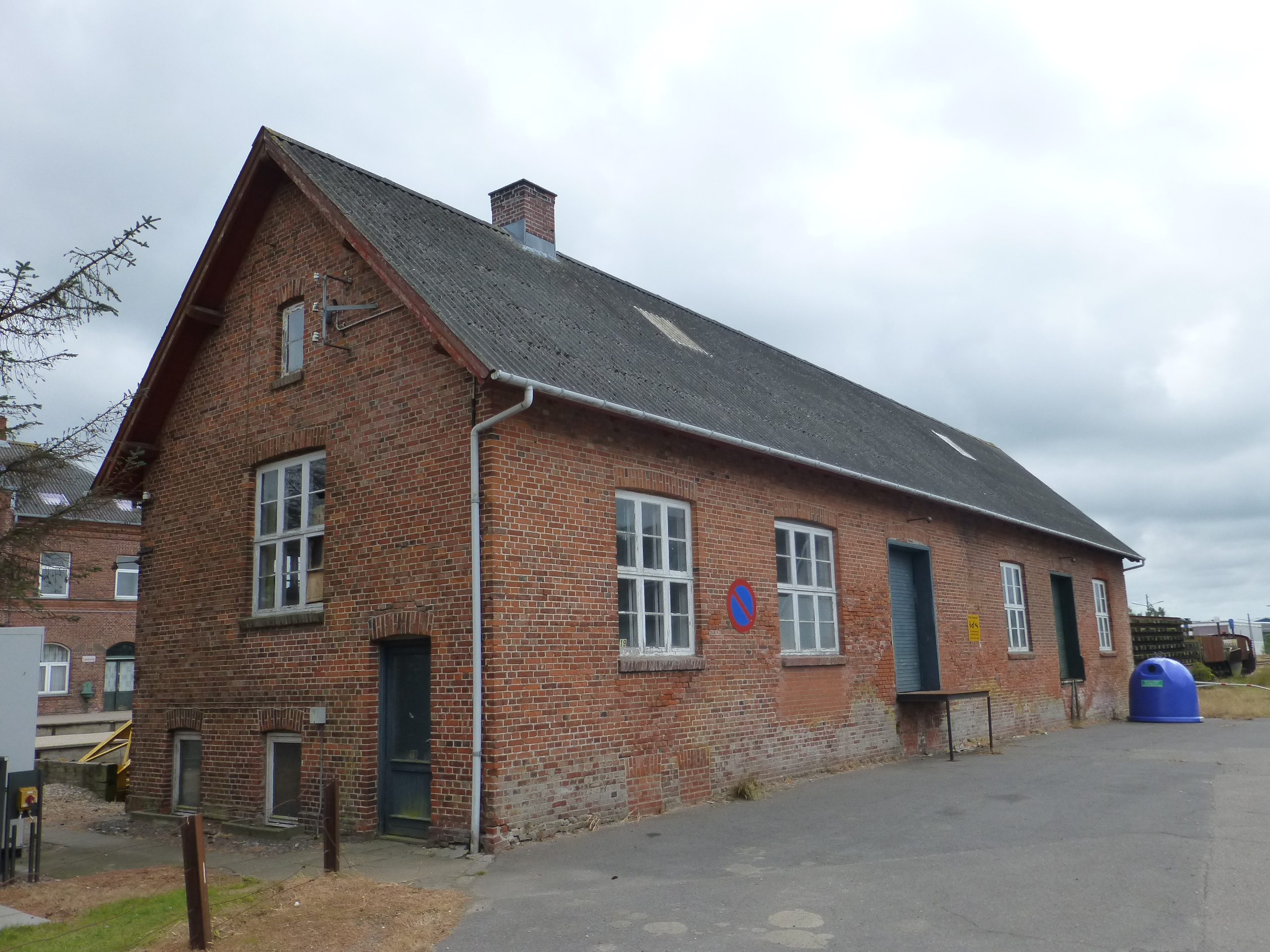
Tidigare lagerhus
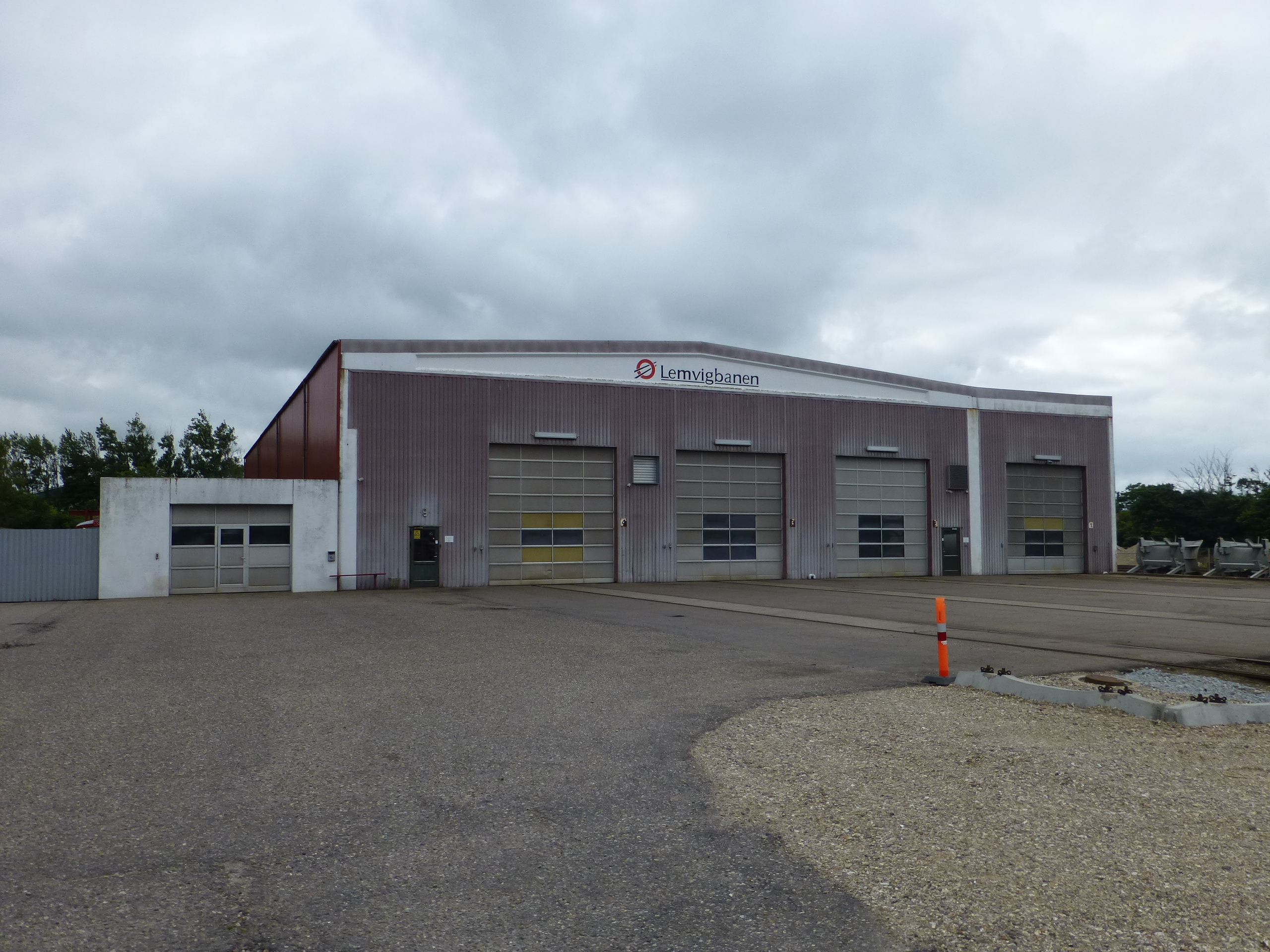
Lemvigbanens verkstad
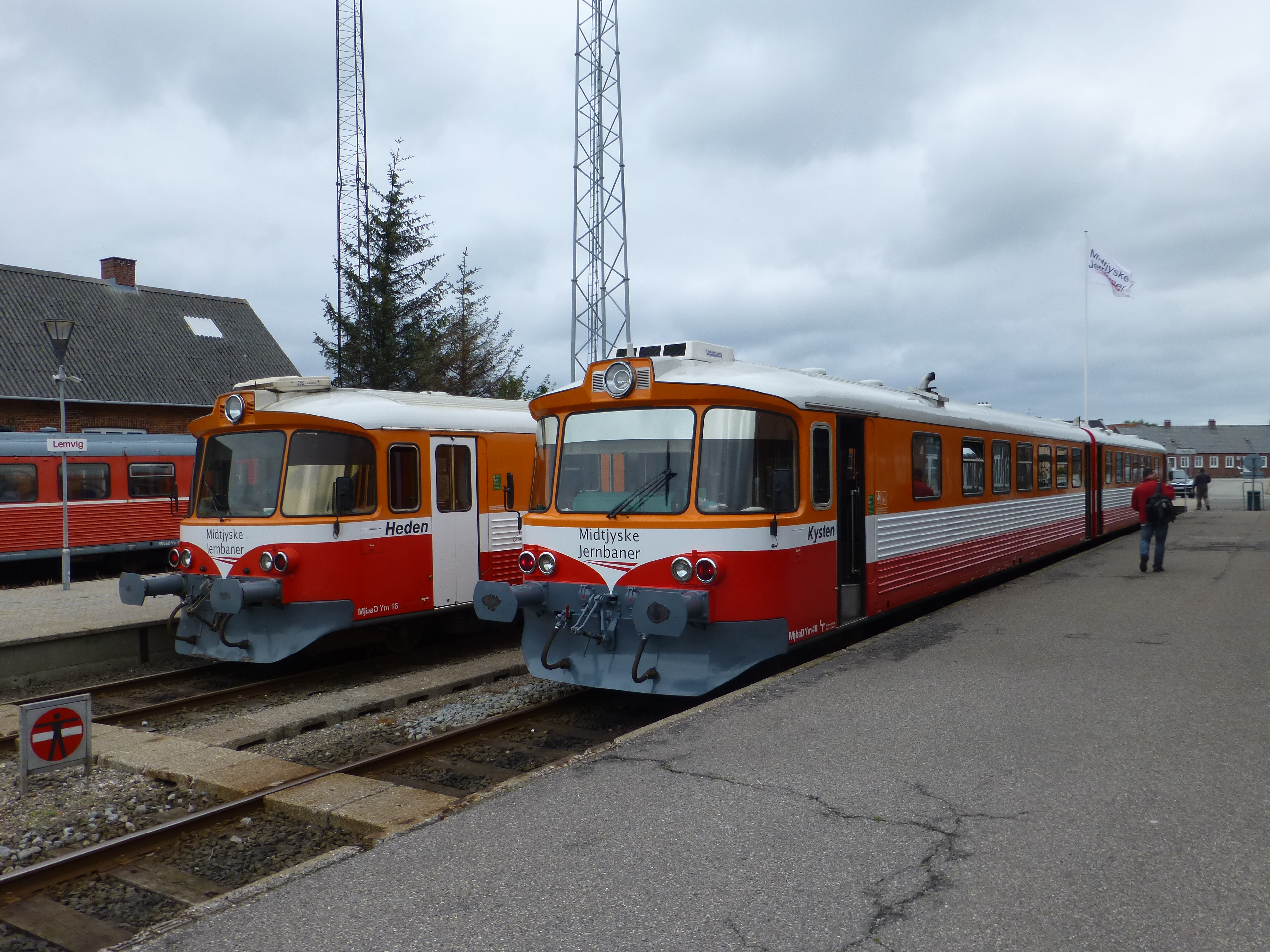
Y-tog till Thyborøn och till Vemb, 2014